# 袁子清
袁子清（1910年10月—），原名袁文福，号质钦。福建上杭县人，中国人民解放军将领。

## 生平

### 第一次国共内战
1929年参加农会，同年调区赤卫队任通讯员。1930年，组建白沙区赤卫队，红军主力进入福建后，编入中国工农红军第十二军，并于同年加入中国共产党。同年5月调任红一方面军红四军第三纵队任文书。1933年5月，任红一军团二师五团一营书记。1935年5月，任红一军团二师五团一营一连指导员，在江西广吕反围剿战争中腿部负伤，之后随部参加长征。

### 抗日战争期间
1937年2月，进人中国人民抗日军政大学第一期学习。同年10月，任八路军第115师343旅685团一营指导员。1938年5月，任八路军前方总政治部组织部组织科长。同年12月调任太南游击支队政治部组织科长，后任第四大队政治委员，参加平型关战役。1940年，进入中共中央北方局党校学习，9月调任冀鲁豫军区华北抗日民军第一团任政治委员，参加百团大战。1941年，调任冀鲁豫支队第四团政治处主任。同年12月，调任冀鲁豫军区第二军分区任副政委。1943年1月入延安中央党校学习。同年在曲子镇战斗中头部受伤。

### 第二次国共内战
1945年11月，任冀鲁豫军区后勤部政治部主任。1947年1月，任冀鲁豫军区供给部副政治委员。随后率部参加参加渡江战役。1949年5月7日，中国人民解放军攻入鹰潭，建立贵溪军分区，曾宪辉任司令、谢鑫鹤任政委、张绍武任副司令、袁子清任副政委。军分区隶属华东军区赣东南军区。同年8月，第二野战军西进，贵溪军分区随军接管贵州。

### 共和国成立后
中华人民共和国成立后，1950年，调任贵州军区都匀市复员办事处政委。1951年4月，调任贵州第七步兵学校副政治委员。1952年8月转业，1963年2月23日，国务院任命为上海港务管理局副局长兼上海港务监督监督长，担任第五届上海市政协委员。1982年2月离休。